# كأس أودي
بطولة كأس أودي (Audi Cup) بطولة تقوم بها شركة أودي الألمانية لصناعة السيارات والمنافسة بين أربعة فرق قوية ومنها عام 2011.
برشلونة (إسبانيا) و انترناسونال (البرازيل) و بايرن ميونخ (ألمانيا) وميلان (إيطاليا) ومدتها يومين فقط وقد كانت الكأس من نصيب بايرن ميونخ عام 2009 عبر الفوز على مانشستر يونايتد الإنجليزي بـ ضربات الترجيح. و
فاز بها توتنهام هوتسبير الإنجليزي عام 2019 بعد فوزه على ريال مدريد في نصف النهائي وفوزه على بايرن ميونخ في النهائي بـ ضربات الترجيح
تم تنظيم أول كأس أودي في عام 2009 والترويج لها من قبل شركة تصنيع السيارات أودي إيه جي للاحتفال بمرور 100 عام على تداولها ، وفاز بها مضيف بايرن ميونيخ. أقيمت بدلاً من كأس فرانز بيكنباور ، التي أقيمت في أعوام 2007 و 2008 و 2010. أقيمت كأس أودي الثانية في عام 2011 وفاز بها برشلونة الإسباني. فاز بايرن ميونيخ بكأس أودي التاليين ، بفوزه على مانشستر سيتي 2-1 في نهائي 2013 وريال مدريد 1-0 في عام 2015. حقق أتلتيكو مدريد اللقب في عام 2017 بفوزه بركلات الترجيح بعد التعادل 1-1 مع ليفربول ، من قبل كما طلب توتنهام هوتسبير ركلات جزاء ضد بايرن ميونيخ للفوز بأول كأس أودي في عام 2019.

## سجل البطولات
| السنة             | الفائز          | النتيجة       | الوصيف          | المركز الثالث   | النتيجة       | المركز الرابع |
| ----------------- | --------------- | ------------- | --------------- | --------------- | ------------- | ------------- |
| 2009              | بايرن ميونخ     | 0–0 (7–6 ر.ت) | مانشستر يونايتد | بوكا جونيورز    | 1–1 (4–3 ر.ت) | ميلان         |
| 2011              | برشلونة         | 2–0           | بايرن ميونخ     | إنترناسيونال    | 2–2 (2–0 ر.ت) | ميلان         |
| 2013              | بايرن ميونخ     | 2–1           | مانشستر سيتي    | ميلان           | 1–0           | ساو باولو     |
| 2015 [الإنجليزية] | بايرن ميونخ     | 1–0           | ريال مدريد      | توتنهام هوتسبير | 2–0           | ميلان         |
| 2017 [الإنجليزية] | أتلتيكو مدريد   | 1–1 (5–4 ر.ت) | ليفربول         | نابولي          | 2–0           | بايرن ميونخ   |
| 2019              | توتنهام هوتسبير | 2–2 (6–5 ر.ت) | بايرن ميونخ     | ريال مدريد      | 5–3           | فنربخشة       |